# Johan Schrassert
Johan Schrassert (Arnhem, 14 juli 1687 - Harderwijk, 1 september 1756) was een Nederlandse jurist en schrijver.
Hij was de oudste zoon van Hendrik Schrassert en Johanna Charlotta Schrassert. Zijn huwelijk met zijn nicht Fransina Aleida Focanus bleef kinderloos. Schrassert promoveerde in 1706 in Harderwijk in de rechten, was vervolgens van 1707 tot 1709 advocaat bij het Hof van Gelderland en van 1709 tot 1756 stadssecretaris van Harderwijk.
Schrassert is vooral bekend als schrijver van in totaal zestien boeken, voornamelijk op juridisch gebied. In 1730 verscheen van hem de eerste druk van Hardervicum Antiquum ofte Beschryvinge der Stadt Harderwyck. De tweede druk, aangevuld met een jaartallenlijst met uitvoerige beschrijvingen, verscheen in 1732. In 2004 verscheen van de eerste druk een facsimile-uitgave.